# Duplicaria nadinae
Duplicaria nadinae é uma espécie de gastrópode do gênero Duplicaria, pertencente à família Terebridae.